# Torneo Clausura 2015 (Guatemala)
El Torneo Clausura 2015 fue el 32º torneo corto del fútbol guatemalteco, dando fin a la temporada 2014-15 de la Liga Nacional de Fútbol de Guatemala.

## Información de los equipos
| Equipo                  | Entrenador                     | Estadio                         | Capacidad | Ciudad                          |
| ----------------------- | ------------------------------ | ------------------------------- | --------- | ------------------------------- |
| Comunicaciones FC       | William Fernando Coito Olivera | Estadio Cementos Progreso       | 15,000    | Ciudad de Guatemala, Guatemala  |
| Municipal               | Enzo Trossero                  | Estadio Manuel Felipe Carrera   | 10,000    | Ciudad de Guatemala, Guatemala  |
| Xelajú M.C.             | Nahúm Espinoza                 | Estadio Mario Camposeco         | 12,500    | Quetzaltenango, Quetzaltenango  |
| Deportivo Guastatoya    | Ariel Gustavo Sena             | Estadio David Cordón Hichos     | 3,500     | Guastatoya, El Progreso         |
| Antigua GFC             | Mauricio Tapia                 | Estadio Pensativo de Antigua    | 8,000     | Antigua Guatemala, Sacatepéquez |
| Deportivo Marquense     | Carlos Washington Blanco       | Estadio Marquesa de la Ensenada | 8,000     | San Marcos, San Marcos          |
| Universidad SC          | Francisco Melgar Samayoa       | Estadio Revolución              | 4,000     | Ciudad de Guatemala, Guatemala  |
| Halcones F.C.           | Gabriel "El Chato" Castillo    | Estadio Comunal de La Mesilla   | 3,000     | La Democracia, Huehuetenango    |
| Deportivo Coatepeque    | Manuel Castañeda               | Estadio Israel Barrios          | 18,000    | Coatepeque, Quetzaltenango      |
| Deportivo Petapa        | Pablo Centrone                 | Estadio Julio Armando Cobar     | 6,000     | San Miguel Petapa, Guatemala    |
| Deportivo Suchitepéquez | Walter Claverí                 | Estadio Carlos Salazar Hijo     | 10,000    | Mazatenango, Suchitepéquez      |
| Deportivo Malacateco    | Emilio Umanzor                 | Estadio Santa Lucía             | 5,000     | Malacatán, San Marcos           |

## Equipos por departamento
| Departamento                                                   | N.º | Equipos                                 |
| -------------------------------------------------------------- | --- | --------------------------------------- |
| Guatemala                                                      | 4   | Comunicaciones, Municipal, Petapa, USAC |
| Quetzaltenango                                                 | 2   | Coatepeque, Xelajú                      |
| San Marcos                                                     | 2   | Malacateco, Marquense                   |
| Archivo:Coat of arms of El Progreso Department.gif El Progreso | 1   | Guastatoya                              |
| Huehuetenango                                                  | 1   | Halcones                                |
| Sacatepéquez                                                   | 1   | Antigua                                 |
| Suchitepéquez                                                  | 1   | Suchitepéquez                           |

## Fase de clasificación
|  | Pos. | Equipos             | PJ | PG | PE | PP | GF | GC | Dif. | PTS | Clasificación                 |
|  | ---- | ------------------- | -- | -- | -- | -- | -- | -- | ---- | --- | ----------------------------- |
|  | 1º   | Comunicaciones      | 22 | 15 | 3  | 4  | 50 | 14 | +36  | 48  | Semifinales                   |
|  | 2º   | Municipal           | 22 | 12 | 6  | 4  | 31 | 16 | +15  | 42  | Semifinales                   |
|  | 3º   | Suchitepéquez       | 22 | 11 | 5  | 6  | 33 | 30 | +3   | 38  | Reclasificación a semifinales |
|  | 4º   | Antigua GFC         | 22 | 10 | 5  | 7  | 25 | 19 | +6   | 35  | Reclasificación a semifinales |
|  | 5º   | Xelajú MC           | 22 | 8  | 7  | 7  | 28 | 24 | +4   | 31  | Reclasificación a semifinales |
|  | 6º   | Malacateco          | 22 | 8  | 5  | 9  | 29 | 37 | -8   | 29  | Reclasificación a semifinales |
|  | 7º   | Petapa              | 22 | 7  | 7  | 8  | 24 | 31 | -7   | 28  |                               |
|  | 8º   | Marquense           | 22 | 6  | 9  | 7  | 22 | 29 | -7   | 27  |                               |
|  | 9°   | Universidad SC      | 22 | 6  | 8  | 8  | 19 | 24 | -5   | 26  |                               |
|  | 10º  | Guastatoya          | 22 | 6  | 4  | 12 | 19 | 25 | -6   | 22  |                               |
|  | 11º  | Halcones La Mesilla | 22 | 5  | 5  | 12 | 24 | 34 | -10  | 20  |                               |
|  | 12º  | Coatepeque          | 22 | 5  | 2  | 15 | 12 | 33 | -21  | 17  |                               |
|  |      |                     |    |    |    |    |    |    |      |     |                               |

## Líderes individuales

### Trofeo Juan Carlos Plata
Posiciones Actuales.
| N.º               | Jugador               | Goles | Penales                    | Equipo                                |
| ----------------- | --------------------- | ----- | -------------------------- | ------------------------------------- |
|                   | Emiliano Ariel López  | 13    | 0                          | Club Social y Deportivo Suchitepéquez |
| Rolando Blackburn | 13                    | 0     | Comunicaciones Fútbol Club |                                       |
| 3                 | José Manuel Contreras | 11    | 0                          | Comunicaciones Fútbol Club            |
| 4                 | Carlos Ruiz Gutiérrez | 10    | 0                          | Club Social y Deportivo Municipal     |

### Trofeo Josue Danny Ortiz
Posiciones Actuales.
Posiciones Actuales.
| N.º | Jugador                 | Partidos | Goles | Promedio | Equipo                                 |
| --- | ----------------------- | -------- | ----- | -------- | -------------------------------------- |
|     | Paulo César Motta       | 22       | 16    | 0.73     | Club Social y Deportivo Municipal      |
| 2   | José Mendoza Posas      | 17.54    | 13    | 0.74     | Club Social y Deportivo Comunicaciones |
| 3   | Ricardo Trigueño Foster | 19       | 19    | 1.00     | Universidad SC                         |
| 4   | José Alfredo Juárez     | 21       | 24    | 1.14     | Deportivo Guastatoya                   |

## Fase final
|  | Repechaje a Semifinal | Repechaje a Semifinal | Repechaje a Semifinal | Repechaje a Semifinal | Repechaje a Semifinal |  |  | Semifinales | Semifinales    | Semifinales | Semifinales | Semifinales |  |  | Final | Final          | Final | Final | Final |
|  |                       |                       |                       |                       |                       |  |  |             |                |             |             |             |  |  |       |                |       |       |       |
|  |                       |                       |                       |                       |                       |  |  | 1           | Comunicaciones | 5           | 1           | 6           |  |  |       |                |       |       |       |
|  | 4                     | Antigua GFC           | 0                     | 3                     | 3                     |  |  | 4           | Antigua GFC    | 1           | 1           | 2           |  |  |       |                |       |       |       |
|  | 5                     | Xelajú M.C.           | 1                     | 0                     | 1                     |  |  |             |                |             |             |             |  |  | 1     | Comunicaciones | 2     | 2     | 4     |
|  |                       |                       |                       |                       |                       |  |  |             |                |             |             |             |  |  | 2     | Municipal      | 0     | 3     | 3     |
|  |                       |                       |                       |                       |                       |  |  | 2           | Municipal      | 0           | 3           | 3           |  |  |       |                |       |       |       |
|  | 3                     | Suchitepéquez         | 0                     | 1                     | 1                     |  |  | 3           | Suchitepéquez  | 0           | 1           | 1           |  |  |       |                |       |       |       |
|  | 6                     | Malacateco            | 0                     | 0                     | 0                     |  |  |             |                |             |             |             |  |  |       |                |       |       |       |

|                                    |
| Comunicaciones Campeón 30° Título. |
|                                    |

## Tabla acumulada
|  | Pos. | Equipos             | PJ | PG | PE | PP | GF | GC | Dif. | PTS | Clasificación                            |
|  | ---- | ------------------- | -- | -- | -- | -- | -- | -- | ---- | --- | ---------------------------------------- |
|  | 1º   | Comunicaciones      | 44 | 28 | 7  | 9  | 84 | 29 | +55  | 91  | Liga de Campeones de la Concacaf 2015-16 |
|  | 2º   | Municipal           | 44 | 23 | 12 | 9  | 68 | 35 | +33  | 81  | Liga de Campeones de la Concacaf 2015-16 |
|  | 3º   | Marquense           | 44 | 19 | 12 | 13 | 52 | 48 | +44  | 69  |                                          |
|  | 4º   | Suchitepéquez       | 44 | 20 | 9  | 15 | 61 | 58 | +3   | 69  |                                          |
|  | 5º   | Antigua GFC         | 44 | 17 | 14 | 13 | 49 | 40 | +9   | 65  |                                          |
|  | 6º   | Xelajú MC           | 44 | 16 | 13 | 15 | 57 | 53 | +4   | 61  |                                          |
|  | 7º   | Petapa              | 44 | 16 | 10 | 18 | 59 | 63 | -4   | 58  |                                          |
|  | 8º   | Malacateco          | 44 | 13 | 16 | 15 | 50 | 61 | -11  | 55  |                                          |
|  | 9°   | Universidad SC      | 44 | 13 | 13 | 18 | 44 | 52 | -8   | 52  |                                          |
|  | 10º  | Guastatoya          | 44 | 13 | 8  | 23 | 39 | 56 | -17  | 47  |                                          |
|  | 11º  | Halcones La Mesilla | 44 | 11 | 10 | 23 | 48 | 76 | -28  | 43  | Primera División 2015-16                 |
|  | 12º  | Coatepeque          | 44 | 8  | 10 | 26 | 27 | 67 | -40  | 34  | Primera División 2015-16                 |
|  |      |                     |    |    |    |    |    |    |      |     |                                          |